# Habenaria imbricata
Habenaria imbricata är en orkidéart som beskrevs av John Lindley. Habenaria imbricata ingår i släktet Habenaria och familjen orkidéer. Inga underarter finns listade i Catalogue of Life.